# Concilio di Tours (1055)
Il concilio di Tours del 1055 fu originato dalla controversia sulla natura dell'eucaristia e fu presieduto dal legato pontificio Ildebrando di Soana, il futuro papa Gregorio VII. Al concilio, Berengario di Tours sottoscrisse una professione di fede nella quale affermava di credere che, dopo la consacrazione, il pane e il vino sono realmente il corpo e il sangue di Cristo (transustanziazione)..